# NGC 4365
NGC 4365 este o galaxie eliptică situată în constelația Fecioara. A fost descoperită în 13 aprilie 1784 de către William Herschel. Se află la o distanță de 22,8 de megaparseci de Pământ.